# Pleurocyphoniscus karawankianus
Pleurocyphoniscus karawankianus är en kräftdjursart som beskrevs av Karl Wilhelm Verhoeff1908. Pleurocyphoniscus karawankianus ingår i släktet Pleurocyphoniscus och familjen Trichoniscidae. Inga underarter finns listade i Catalogue of Life.